# برغوث القط
برغوث القط (بالإنجليزية: Cat flea)‏ أو رأس الأمشاط الهري (الإسم العلمي:Ctenocephalides felis)، هو نوع من جنس رأسي الأمشاط ضمن رتبة البرغوثيات، وهي أكثر البراغيث انتشاراً في العالم، يبلغ طولها حوالي 1 أو 2 ملم، ويكون لونها عادةً بني محمر، أكثر ما يستهدفه هو القطط المنزلية حيث ما يُسبب لها الأمراض، كما يستهدف كذلك الكلاب، وتتغذى على الدم، براغيث القطط قد تكون سبباً لنقل مرض الطاعون.